# Sustinente
Sustinente – miejscowość i gmina we Włoszech, w regionie Lombardia, w prowincji Mantua.
Według danych na rok 2004 gminę zamieszkiwało 2265 osób, 87,1 os./km².